# آرستانین بی۱
آرستانین بی۱ (به انگلیسی: Arecatannin B1) با فرمول شیمیایی C۴۵H۳۸O۱۸ یک ترکیب شیمیایی است. که جرم مولی آن ۸۶۶٫۷۷ g/mol می‌باشد. 